# Nils Svensson i Långelanda
Nils Svensson (i riksdagen kallad Svensson i Långelanda), född 18 november 1861 i Silbodals socken, Värmlands län, död 13 februari 1944 i Långelanda, Silbodals församling, var en svensk hemmansägare och högerpolitiker.
Svensson var ledamot av riksdagens andra kammare från 1918, invald i Värmlands läns västra valkrets. I riksdagen skrev han två egna motioner, dels om Arvika musikskola och dels om den nya värnpliktslagen (1924).